# 傅從喜
傅從喜，英國約克大學社會政策博士，目前是國立臺灣大學社會工作學系副教授。2016年6月8日，被委任為總統府國家年金改革委員會委員。對於年金改革的立場為：
|  | 現有的制度對某些人保障不夠，對某些人又超過社會覺得足夠能保障的範圍；能有像年金改革委員會這樣集中各行各業的代表一起來討論，共同監督檢視，希望能達到共識，哪些地方保障不足需要彌補，目前不預設任何立場。 |

## 教學特色
傅教授的教學經驗：接受翹課不點名，給分甜（不太嚴之意）。學生評價為個性很好、幽默又常有淡淡哀傷。在上課時，很要求不要用3c產品，但對於認真上課，使用筆電者，仍是沒有問題的。。

## 外部連結
- 總統府國家年金改革委員會-委員名單 （页面存档备份，存于）

| 中華民國政府職務 | 中華民國政府職務                     | 中華民國政府職務 |
| ---------------- | ------------------------------------ | ---------------- |
| 中華民國總統府   |                                      |                  |
| 前任： '         | 國家年金改革委員會委員 2016年6月8日- | 繼任： '         |